# Сокальский, Николай Петрович
Николай Петрович Сокальский (1831 — 1871) — российский журналист, публицист и редактор; брат Пётра и Ивана Сокальских.

## Биография
Родился в 1831 году в семье преподавателя Харьковского университета Петра Ивановича Сокальского. Кроме него в семье были ещё: Иван, Пётр, Ольга, Александр, Екатерина, Мария.
Окончил физико-математический факультет Харьковского университета.
С 1853 года сотрудничал в «Одесском вестнике», помещая там статьи по экономическим и финансовым вопросам, с 1857 (по другими сведениям — с 1859) года до самой смерти редактировал эту газету. Освещал ход Крымской войны. 
В 1856 году под редакцией Н. Сокальского вышла книга «Современные рассказы из военной жизни русских солдат». Ему также принадлежит авторство сочинения «Начало цивилизации на Западе» (Одесса: тип. Л. Нитче, 1867).
Скончался в 1871 году.